# 치리키멧밭쥐
치리키멧밭쥐(Reithrodontomys creper)는 비단털쥐과에 속하는 설치류의 일종이다. 코스타리카와 파나마에서 발견된다.

## 특징
몸무게가 19~28g인 가장 큰 멧밭쥐다. 코스타리카 치리키주와 파나마 서부의 코르디예라 데 틸라란과 중부, 코르디예라 데 탈라망카의 해발 1,300m와 3,350m 사이 운무림과 파라모 지역에서 서식한다.